# Dizzy (rapper)
Dizzy, pseudonimo di Salieu Eriksson Mbye (Rågsved, 5 maggio 2000), è un rapper svedese.

## Biografia
Dizzy ha esordito nell'industria discografica con l'EP Dirty South, progetto con cui è arrivato al 30º posto della Sverigetopplistan. È stato successivamente pubblicato l'EP Dizzy Flaco, in collaborazione con Manny Flaco, che ha raggiunto la 12ª posizione della classifica svedese.
Due anni più tardi è ritornato sulle scene musicali col progetto 100 grader, classificatosi 15º. L'anno successivo viene reso disponibile per il consumo l'album in studio d'esordio, dal titolo Bestämda kliv; il disco ha esordito alla 3ª posizione della graduatoria nazionale ed è stato candidato per il Grammis all'hip hop dell'anno. La IFPI Sverige gli ha assegnato tre dischi di platino, equivalenti a 240 000 unità certificate in singoli.

## Discografia

### Album in studio
- 2024 – Bestämda kliv

### EP
- 2019 – Dirty South
- 2021 – Dizzy Flaco (con Manny Flaco)
- 2023 – 100 grader

### Singoli
- 2019 – T-House
- 2019 – Härifrån (con Einár)
- 2020 – Fyra fem pers (con Stress)
- 2020 – Down (con S9ine)
- 2020 – Hinner ikapp
- 2020 – Annan liga
- 2020 – Dynamic Duo 2 (con Effe e Mokke)
- 2020 – Hur & när
- 2021 – Extendo
- 2021 – Bra om ni visste (con Manny Flaco)
- 2021 – K.O.D (King of Drill) (con Manny Flaco)
- 2022 – Min stad
- 2022 – Igen & igen (con G1ocatore)
- 2022 – Zuttlukten (con Manny Flaco)
- 2023 – Ute på jakt
- 2023 – Nike Tech
- 2023 – Brazil (con Manny Flaco)
- 2023 – Kurirer (con Manny Flaco)
- 2023 – Nakala (con Owen)
- 2023 – Ledare (con Jireel)
- 2023 – Blanco (con Gaboro)
- 2023 – Explodera
- 2023 – Prapapa
- 2023 – Hannah Montana (con Sticky)
- 2023 – Zinah
- 2024 – Calma (con Y4ska)
- 2024 – Sahbi (con Adaam e Trobi)
- 2024 – Ska du med (con Awave e Takenoelz feat. Pablo Paz)
- 2024 – Sees igjen (con Golfklubb e Philippe)
- 2024 – Toxic (con Montana, Y4ska e Romanos)
- 2025 – Lila (con Y4ska)